# 基本人际关系取向
基本人际关系取向，由美国心理学家威廉·舒茲（William Schutz）于1958年创建的一种人际关系理论。该理论主要解释小型组群的底层人际关系，其基于分析人们在组群交往中追求的主要三种人际关系需求：爱（affection/openness）、归属（inclusion）和控制（control）。舒茲展开了一系列名为的测量方式，包括六类、九项的问答。该理论可用于测量和控制组织成员如何感受爱、归属和控制，或如何能够在组织中获取其他成员的回馈。

## 描述
这些分类通过在社会化、领导力和责任感、个人亲密交往等领域测量个体的人际交往能力。基于这种理论，FIRO-B通过三类行为测量，其中每类再分两项：表达（expressed）和需求（wanted），分别为一个人向他人表达某类行为，和希望他人向其表达某类行为。舒茲相信FIRO-B并非是一个固定不变的分析方法，但并不鼓励类型学的解释。但是四种气质仍然被运用到FIRO-B的解释中，并导致五种气质（Five Temperaments）的理论诞生。
舒茲主张外部行为在爱、归属和控制的影响能够通过FIRO-B的成绩反应出来。对于每个领域的人际需求分为以下三种：（1）缺乏的；（2）过度的；（3）理想的。缺乏是指个体没有尝试直接的人际需求；过度则暗示个体过度频繁地试图满足需求；理想则指需求的满足感。

## 基本的人际关系取向
基本人际关系取向是指人们在处理人际关系时，倾向于采取的行为方式和策略。通常，人际关系取向可以分为：合作取向、竞争取向、回避取向和妥协取向等四种类型。
1. 合作取向：在合作取向中，人们通常会与他人合作，共同达成共同的目标，通过分享知识、经验和资源来促进彼此的成功。在这种取向中，人们通常关注团队利益，而不是个人利益。合作取向的好处在于，它可以加强人际关系，并创造一种积极的合作氛围。这种取向通常适用于需要共同协作的任务或项目，特别是在团队工作中。通过合作，每个成员可以发挥自己的长处，减轻个人的压力和负担，并共同努力实现最终目标。此外，沟通在此取向扮演重要角色。合作需要开放的沟通和意见交流，以确保每个成员都能参与和理解团队的目标和任务。在这个过程中，个人的观点和反馈被视为建设性的。每个人都可以分享自己的想法和经验，并为团队的成功做出贡献。然而，合作取向也有其局限性。一些人可能会过于关注团队的利益，而忽略了个人的利益。在某些情况下，这可能导致个人的牺牲和失去动力。此外，在合作中，团队成员之间的沟通和合作需要时间和精力，而且要避免出现分歧和不和谐。总的来说，合作取向是一种非常积极和有益的人际关系取向方式，它可以创造一种积极的合作氛围，促进团队成员之间的互动和合作。在团队工作中，合作取向可以帮助团队成员更好地发挥自己的长处，减轻个人的压力和负担，并共同努力实现最终目标。
2. 竞争取向：竞争取向是指个体倾向于争取自己的利益和地位，追求胜利和成功的一种取向。竞争取向的人往往将自己的利益放在第一位，有时会以牺牲别人的利益为代价来追求自己的目标。这种人际关系的取向可以在不同领域和环境下出现，如职场、学校、家庭等。其具备以下特点：首先，他们通常很自信，有着强烈的自我意识和自尊心，不希望自己输给别人。其次，他们比较喜欢冒险和挑战，追求高风险高回报的目标。第三，他们通常比较独立，更愿意单打独斗而不是依靠团队合作。最后，他们往往具有很强的占有欲和支配欲，想要掌控事情的发展方向。竞争取向在一些领域如在商业、运动、艺术等领域中带来积极的效果。同时这类人可以通过超越自己和他人来取得更高的成就和回报。然而，竞争取向也容易引起人际关系的紧张和冲突，导致个体之间的合作和信任受到破坏。总的来说，竞争取向是一种在人际关系中常见的取向，它可以带来积极的结果，但也需要注意在处理人际关系中的合作和妥协，以避免冲突和紧张。
3. 回避取向：大多喜欢这种取向的人群都选择不采取行动或直接回避问题，以保持和谐和平。回避取向的人通常比较温和、善良、有礼貌、不喜欢争吵或对抗。回避取向在某些情况下是一种有效的应对策略。例如，当与情绪激动或易怒的人打交道时，回避取向可以帮助避免激化冲突。回避取向还可以在处理一些敏感话题时保持谨慎和克制，避免言语冲突和争执。然而，回避取向有时也可能导致问题的恶化和无法解决。在某些情况下，回避取向可能会被视为逃避责任或缺乏勇气和自信心的表现。如果长期采用回避取向，可能会导致对问题的忽视和放任，进而产生更大的后果。因此，在使用回避取向时，需要根据情况进行灵活应对，避免变成固定的行为模式。如果问题需要解决，回避取向不应该成为长期的应对策略，而应该寻求其他有效的解决方案。
4. 妥协取向：妥协取向是在合作和竞争取向之间取得平衡的一种方式。其核心思想是达成双方都能接受的共同点，而不是追求完全的胜利或完全的合作。妥协取向在许多情况下都是一种非常实用的取向，因为它可以避免长期的冲突和矛盾。如果我们一直坚持自己的观点或要求，可能会导致人际关系的破裂或损害。在实践中，妥协取向通常需要一些让步。这些让步可能涉及到时间、资源、权力或者其他方面的事情。例如，在商业谈判中，双方可能需要在价格、交货时间或者其他条件上作出让步，以达成共识。妥协取向需要双方都愿意作出一些让步，以达成双方都能接受的结果。这通常需要一些沟通和谈判的技巧，以便在保护自己的利益的同时，也能考虑到对方的利益。